# Intesa Sanpaolo
Intesa Sanpaolo S.p.A. è un istituto bancario italiano attivo dal 1º gennaio 2007, nato dalla fusione tra Banca Intesa S.p.A. e Sanpaolo IMI S.p.A.. Ha sede legale e amministrativa nella città di Torino e sede secondaria nella città di Milano. Le sue origini risalgono al 1563 con la fondazione dell'Istituto Bancario San Paolo di Torino.
La banca rappresenta il primo gruppo bancario in Italia per numero di sportelli e per quota di mercato, ed è inoltre parte del paniere dell'indice FTSE MIB, quotata nella Borsa Italiana. Le azioni rientrano nell'indice Euro Stoxx 50 e nell'Euro Stoxx 50 Banks.

## Storia

### Le origini

#### Sanpaolo IMI
L'Istituto Bancario San Paolo di Torino venne fondato nel 1563 dalla Compagnia di San Paolo. Nel 1998 si fuse con l'Istituto Mobiliare Italiano (proprietario di Fideuram) per dare vita al Sanpaolo IMI.

#### Nuovo Banco Ambrosiano
Nel 1982 il Banco Ambrosiano è travolto dalle vicende di Roberto Calvi e viene messo in liquidazione. Le quattro banche private e le tre pubbliche che si fanno carico del subentro, su indicazione del ministro del Tesoro Nino Andreatta e del governatore di Banca d'Italia Carlo Azeglio Ciampi, affidano la guida dell'istituto a Giovanni Bazoli, che ne diviene Presidente, guidando la ricostruzione e il rilancio dell'istituto; la banca assume la denominazione di Nuovo Banco Ambrosiano.
Alla fine del 1989 si realizza la prima concentrazione che in Italia coinvolge due banche di grandi dimensioni. Il Nuovo Banco Ambrosiano e la controllata Banca Cattolica del Veneto si fondono per creare il Banco Ambrosiano Veneto. La sua rete commerciale si estende sia nell’Italia settentrionale, con l’acquisizione della Banca di Trento e Bolzano, sia nelle aree meridionali, attraverso l’acquisto e l’incorporazione di aziende del territorio: la Banca Vallone, la Citibank Italia, la Società di Banche Siciliane e la Banca Massicana.
Nel 1997 il Banco Ambroveneto procede all’acquisto di Cariplo, anch'esso estesosi nel territorio, realizzando un'operazione di privatizzazione del settore bancario. Dall’integrazione tra i due gruppi bancari nasce Banca Intesa. Nel corso del 1998 Banca Intesa acquisisce la Cassa di Risparmio di Parma e Piacenza e la Banca Popolare Friuladria. Nel 1999 Banca Intesa acquisisce il controllo della Banca Commerciale Italiana.
La fusione tra le due banche Sanpaolo IMI e Banca Intesa, annunciata ad agosto 2006, si è poi concretizzata nel dicembre dello stesso anno, con effetto dal 1º gennaio 2007, tramite una fusione per incorporazione di Sanpaolo IMI in Banca Intesa con contestuale cambio di denominazione sociale in Intesa Sanpaolo S.p.A.. La nuova società bancaria ha adottato inizialmente il modello di governance duale, sistema di derivazione germanica, introdotto con la riforma del diritto societario del 2003, che vede la compresenza di un consiglio di sorveglianza (che esercita molti poteri tradizionalmente riservati all'assemblea) e di un consiglio di gestione. Ad aprile 2016 è invece passata al sistema monistico.
A seguito di tale fusione, per motivi antitrust Intesa Sanpaolo ha ceduto il controllo delle banche retail Cariparma e FriulAdria (654 sportelli in tutto) al Crédit Agricole S.A., già azionista di Intesa Sanpaolo (con il 18%) fin dal 1990 (Banco Ambrosiano). Sempre a seguito della fusione tra Sanpaolo e Intesa, Banca Intesa ha sciolto la joint-venture con Crédit Agricole Caam Sgr (Credit Agricole Asset Management Sgr) riacquistando il 65% di Nextra Investment Management, ceduto ai francesi nel dicembre 2005.

### 2008-2016
Nel 2008 si è perfezionata l'OPA al prezzo di 6,735 per azione nei confronti della Cassa di Risparmio di Firenze, che successivamente è stata delistata.
Nel 2010 Intesa Sanpaolo ha superato lo stress test effettuato dal Committee of European Banking Supervisors (CEBS). Il test analizzava la solidità patrimoniale degli istituti bancari per verificare le capacità di resistenza alle crisi.
A ottobre 2010 Intesa Sanpaolo ha rilevato il 79% di Banca Monte Parma, con un investimento complessivo massimo di circa 230 milioni di euro; l'integrazione è diventata operativa dal febbraio 2012.
Nel 2011 la Cassa di Risparmio della Spezia (CARISPE) è stata ceduta al Gruppo Crédit Agricole Italia.
Nel novembre 2012 sono state fuse per incorporazione, la Cassa di Risparmio di Terni e Narni, la Cassa di Risparmio Città di Castello e la Cassa di Risparmio di Foligno, nella Cassa di Risparmio di Spoleto, rinominata in Casse di Risparmio dell'Umbria, banca del territorio legata all'istituto creditizio.
Il 15 aprile 2013 la Banca dell'Adriatico si fonde per incorporazione nella Cassa di Risparmio di Ascoli Piceno, creando una nuova banca del territorio che mantiene la denominazione di Banca dell'Adriatico, con la sede sociale sita ad Ascoli Piceno.
A novembre 2014, la Cassa di Risparmio di Venezia e la Banca di Credito Sardo sono state incorporate in Intesa Sanpaolo.
Il 20 luglio 2015, Banca di Trento e Bolzano (Bank für Trient und Bozen) e Banca Monte Parma sono state incorporate in Intesa Sanpaolo.
Il 23 novembre 2015 Cassa di Risparmio della Provincia di Viterbo, Cassa di Risparmio di Rieti e Cassa di Risparmio di Civitavecchia sono state fuse per incorporazione in Intesa Sanpaolo.
Il 16 maggio 2016 Banca dell'Adriatico si fonde per incorporazione in Intesa Sanpaolo.
Il 21 novembre 2016 Casse di Risparmio dell'Umbria si fonde per incorporazione in Intesa Sanpaolo.
Nel dicembre 2016 rileva, al prezzo di 153 milioni di euro, il 90% delle quote azionarie di Banca ITB, di cui già deteneva il restante 10%, e che venne rinominata Banca 5.

### 2017-2019: Acquisizione di Veneto Banca e Banca Popolare di Vicenza

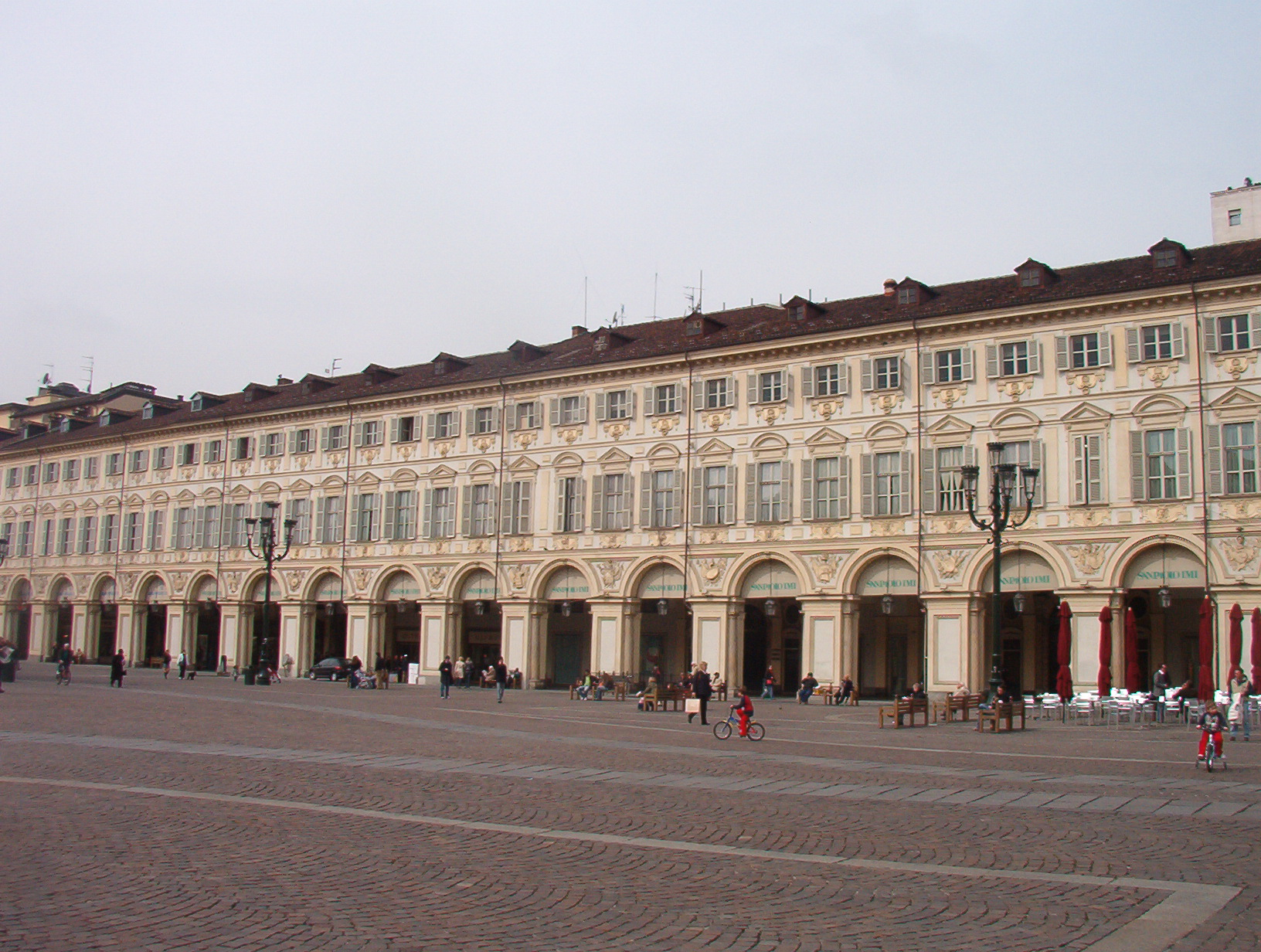
Palazzo Turinetti, sede sociale del gruppo Intesa Sanpaolo

Il 26 giugno 2017 Intesa Sanpaolo acquisisce Veneto Banca e Banca Popolare di Vicenza, al prezzo simbolico di 50 centesimi di euro per ciascuna delle due banche. Sono esclusi dalla cessione d'azienda i crediti deteriorati, che saranno trasferiti a una società a partecipazione pubblica. Con l'acquisizione riceve 3,5 miliardi di euro dallo Stato Italiano in compensazione degli impatti sui coefficienti patrimoniali derivanti dall'acquisizione degli asset di Veneto Banca e Banca Popolare di Vicenza.
Nel novembre 2017 cede l'intera quota partecipativa (50%) di Allfunds Bank detenuta tramite la controllata Eurizon Capital Sgr. Gli acquirenti, i fondi di private equity Hellman&Friedman e GIC (fondo sovrano di Singapore) hanno versato 930 milioni di euro in contanti. Significa per Intesa Sanpaolo una plusvalenza di 800 milioni che permetterà il raggiungimento del target di 3,4 miliardi di dividendi per l'esercizio 2017. In dicembre 2017 cede Infogroup a Engineering.
A marzo 2018 Intesa Sanpaolo incorpora per fusione Banca Nuova S.p.A. (ex controllata di Banca Popolare di Vicenza).
Il 23 luglio 2018 incorpora per fusione Cassa di Risparmio del Veneto S.p.A. e Cassa di Risparmio del Friuli-Venezia Giulia S.p.A. (precedente denominazione "Friulcassa").
Il 26 novembre 2018 incorpora per fusione la Cassa dei Risparmi di Forlì e della Romagna S.p.A. (o Cariromagna) e il Banco di Napoli S.p.A..
Il 7 agosto 2018 avviene la conversione delle azioni di risparmio di Intesa Sanpaolo in ordinarie con il rapporto di 1,04 azioni ordinarie per ogni azione di risparmio posseduta.
Il 25 febbraio 2019 incorpora per fusione la Banca CR Firenze S.p.A., la Cassa di Risparmio in Bologna S.p.A. e la Cassa di Risparmio di Pistoia e della Lucchesia S.p.A..
Il 27 maggio 2019 incorpora per fusione Banca Apulia S.p.A. e Banca Prossima S.p.A..

### 2020: Acquisizione con OPAS di UBI Banca
Il 17 febbraio 2020 Carlo Messina annuncia a sorpresa il lancio di una OPS (Offerta pubblica di scambio) volontaria per 4,9 miliardi di euro nei confronti di UBI Banca che prevedeva per ogni 10 azioni di UBI Banca la consegna di 17 azioni di Intesa Sanpaolo di nuova emissione con un premio del 27,6% rispetto alla quotazione in Borsa di venerdì 14 febbraio. Inoltre il 27 aprile 2020 Intesa, che accede a tre milioni di clienti di UBI, ha ottenuto dall'assemblea straordinaria, l'approvazione di un aumento di capitale a sostegno dell'Ops.
Parallelamente BPER ha sottoscritto con Intesa un contratto che prevede l'acquisto di 532 filiali UBI con circa 1,2 milioni di clienti, di cui circa la metà in Lombardia. A luglio 2020, l'autorità antitrust ha disposto che sia Intesa a cedere altrettante filiali proprie, nel caso in cui l'offerta pubblica di sottoscrizione non raggiunga il 67% delle quote. L'operazione, che ha ottenuto l'approvazione da parte delle varie autorità italiane e europee, ha portato al delisting di UBI e prevede la fusione tra le due banche.
All'offerta viene aggiunto successivamente anche un conguaglio in denaro di 0,57 euro per ogni azione UBI consegnata, diventando così un'OPAS.
La cessione è prevista per la fine del 2020, allo scopo di arrivare a chiudere il bilancio d'esercizio nell'aprile 2021, presentando un istituto di credito al settimo posto in Europa per dimensioni, con un valore di risparmio gestito pari 1.1 trilioni, impieghi per 460 miliardi e utili per cinque.
L'offerta si conclude il 30 luglio 2020 col raggiungimento del 91,0149% del capitale di UBI.
Pertanto avendo superato il 90% del capitale sociale, sono partite le procedure di delisting che hanno portato Intesa Sanpaolo a diventare l'unico azionista di UBI Banca.
Intesa è tenuta a completare la cessione di 500 agenzie, entro sei mesi dal completamento della fusione.

#### Ildelisting
Il successivo 5 ottobre Intesa Sanpaolo ha effettuato il regolamento della procedura congiunta per esercitare il diritto di acquisto e contestualmente adempiere all'obbligo di acquisto avente a oggetto le azioni ordinarie di UBI Banca in circolazione non detenute, a seguito della conclusione dell’OPAS volontaria totalitaria da essa promossa in data 6 marzo 2020 sulle Azioni UBI Banca.
Conseguentemente Borsa Italiana ha disposto la revoca delle azioni di UBI Banca dalla quotazione sull'MTA (ossia il delisting), a decorrere dal 5 ottobre 2020.

#### Cessione degli sportelli
Il 12 novembre 2020 si è conclusa la prima delle due trattative richieste dall'Autorità garante della concorrenza e del mercato per la cessione di 620 sportelli a BPER Banca; alle 486 filiali dotate di autonomia contabile, si sono sommati 134 punti operativi ad operatività limitata, privi di autonomia contabile. La seconda trattativa, perfezionatasi il 15 gennaio 2021, ha portato alla vendita di un ramo d'azienda di UBI consistente nella cessione di 26 sportelli (17 filiali e 9 punti operativi), dislocati in Abruzzo, Basilicata, Calabria e Molise, alla Banca Popolare di Puglia e Basilicata. Si tratta complessivamente di 646 agenzie: 613 della rete UBI (472 filiali e 141 punti operativi) e 33 appartenenti a Intesa Sanpaolo (31 filiali e 2 punti operativi, tutte in Lombardia).

### Isybank
Dalla trasformazione di Banca 5, già Banca ITB, il 15 giugno 2023 è stata avviata Isybank, la banca digitale del gruppo, con il contestuale trasferimento di circa 4 milioni di clienti Intesa Sanpaolo già esistenti, individuati come prevalentemente digitali secondo determinati criteri (per esempio, l'età, il numero di operazioni eseguite allo sportello o il possesso di fondi di investimento), suscitando forti polemiche per le modalità di comunicazione dell'operazione. Molti correntisti, infatti, si sono resi conto del passaggio alla nuova banca, che per sua natura comporta il cambio dell'IBAN e delle modalità di accesso al conto, solo una volta trascorso il termine per opporsi.

## Profilo
Intesa Sanpaolo è il maggiore gruppo bancario in Italia, con 13,6 milioni di clienti e circa 3.500 filiali, ed uno dei principali dell'area euro, dove compare fra i primi cinque.
Il Gruppo è presente anche all'estero con più di 950 sportelli e 7,1 milioni di clienti, collocandosi tra i principali gruppi bancari in diversi Paesi del Centro-Est Europa, in Medio Oriente e in Nord Africa.

### Divisioni
Le attività del gruppo sono ripartite in sei divisioni operative
- Divisione Banca dei Territori: si rivolge a individui, piccole e medie imprese ed enti no profit, comprendendo le attività di credito industriale, leasing e factoring, oltre a quelle della digital bank controllata Isybank, che opera anche nell’istant banking attraverso Mooney, società attiva nel settore dei pagamenti di prossimità di cui Intesa Sanpaolo detiene il controllo in partnership con Enel.[48]
- Divisione IMI - Corporate and Investment Banking: presente in 25 Paesi con una rete di filiali, uffici di rappresentanza e controllate che svolgono attività di corporate banking, è partner globale di imprese, istituzioni finanziarie e pubblica amministrazione a livello nazionale e internazionale.
- Divisione International Subsidiary Banks: presente in 12 Paesi, svolge attività di commercial banking in Europa centro-orientale, Medio Oriente e Nordafrica.
- Divisione Private Banking: offre servizi di consulenza finanziaria ai privati. Include Fideuram - Intesa Sanpaolo Private Banking, che conta 6.648 private banker.
- Divisione Asset Management: elabora soluzioni di asset management rivolte alla clientela del Gruppo, alle reti commerciali esterne e alla clientela istituzionale. Comprende Eurizon, società di risparmio con 304 miliardi di euro di masse gestite.
- Divisione Insurance: alla divisione, che offre prodotti assicurativi e previdenziali, fanno capo Intesa Sanpaolo Vita – che controlla Intesa Sanpaolo Assicura, Intesa Sanpaolo Life, Intesa Sanpaolo RBM Salute e Intesa Sanpaolo Insurance Agency – e Fideuram Vita.

### Altre banche del Gruppo Intesa Sanpaolo

#### IWBank
IWBank Private Investments (IWBank S.p.A.) è la banca online specializzata nella gestione degli investimenti di individui e famiglie, nata dall'integrazione tra IW Bank e UBI Banca Private Investment, la rete di promotori del Gruppo, il 25 maggio 2015.
Operativa come servizio di trading di @Imiweb Sim sin dal 1999, venne trasformata in banca del gruppo Sanpaolo IMI nel 2001 (Imiweb bank). Il controllo della banca, nel corso degli anni, è passato dall'allora SanPaolo IMI (2003) a Centrobanca (gruppo UBI Banca) e al management IWBank, fino ad essere detenuta al 100% da UBI Banca nel 2011.
Nel mese di agosto 2014 è stato deliberato l'avvio del progetto di integrazione con UBI Banca Private investment che ha portato alla costituzione di IWBank Private Investments. Nel 2020 IWBank è stato il terzo operatore in Italia per volumi scambiati con una quota dell'11,82%; l'offerta comprende servizi di consulenza sugli investimenti, pianificazione finanziaria, trading e online banking.
Il 14 febbraio 2022 IWBank Private Investments è stata dismessa e per incorporazione integrata nella già attiva Fideuram, banca anch'essa del gruppo Intesa Sanpaolo.

#### Prestitalia
Prestitalia è un intermediario finanziario del credito al consumo sorto nel 1998. Nel 2007 UBI Banca entra nel capitale sociale e ne ultima l'acquisizione nel 2010. Dall'agosto 2020 la società fa parte del gruppo Intesa Sanpaolo.

## Disinvestimento dalla Russia
In seguito all’invasione russa dell'Ucraina nel 2022, ISP ha annunciato l’inizio del processo di disinvestimento dalla sua unità in Russia. Nel settembre 2023, Vladimir Putin ha approvato un piano che consente la vendita delle operazioni russe del gruppo bancario. A gennaio 2025, ISP non ha ancora completato la sua uscita.

## Intesa Sanpaolo nel mondo
Intesa Sanpaolo controlla direttamente diverse banche straniere, specialmente nell'area dell'Europa Centro Orientale e del bacino Mediterraneo, con una rete di più di 901 filiali e circa 7 milioni di clienti in 12 Paesi.
- Intesa Sanpaolo Banka - Bosnia ed Erzegovina: risultato della fusione di UPI Banka e LTG,[58][59] è la sesta banca del Paese. Serve 154.273 clienti in 5 filiali regionali e 44 agenzie distribuite sull'intero territorio ed è stata la prima banca a offrire servizi di banking elettronici ai propri clienti.[4]
- Pravex Bank (Правекс Банк) - Ucraina: fondata nel 1992, è entrata a far parte del Gruppo Intesa Sanpaolo nel giugno 2008. La banca è presente sul territorio con 43 filiali, che arrivano a servire 74.000 clienti.[4]
- Intesa Sanpaolo Bank - Romania: operativa sul mercato locale dal 1996, fornisce servizi bancari come banca universale, servendo più di 65.000 clienti attraverso una rete di 34 filiali, che erogano servizi rivolti a privati, piccole e medie imprese e grandi aziende.[4]
- Intesa Sanpaolo Bank - Slovenia: già Banka Koper/Banca Capodistria, fondata nel 1955, è la terza banca in Slovenia con una rete di 40 filiali che servono oltre 170.000 clienti.[4]
- Intesa Sanpaolo Bank - Albania: a giugno 2007, Intesa Sanpaolo ha finalizzato l'acquisizione dell'80% dell'American Bank of Albania (ABA), fondata a Tirana nel 1998. Nel gennaio del 2008 la banca si è fusa con la Banca Italo Albanese (BIA), divenendo la seconda istituzione bancaria del Paese.[60] Serve 248.000 clienti, con una rete di 35 filiali presenti sul territorio.[4]
- Banca Intesa Beograd - Serbia: è la prima banca in Serbia con una quota di mercato pari al 15,1%. Dopo la fusione nel gennaio 2008 con la Panonska Banka (Sanpaolo), è presente sul territorio con 147 filiali che servono più di 1,3 milioni di clienti.[4]
- Eximbank - Moldavia: costituita il 29 aprile 1994 - giorno in cui è stata ottenuta l'autorizzazione (n. 71) dalla Banca nazionale della Moldavia - a partire dal 15 maggio 2006 Eximbank è entrata a far parte del gruppo bancario italiano Veneto Banca,[61] per poi essere acquisita al 100% da Intesa Sanpaolo il 13 marzo 2018. Dispone di 17 filiali dislocate in tutto il Paese, che servono 69.000 clienti.[4]
- VUB Banka (Všeobecná Úverová Banka) - Slovacchia e Repubblica Ceca: presente in Repubblica Ceca dal 1990 con una filiale che ha sede a Praga, è la seconda banca slovacca con una rete di 158 filiali che servono oltre 1 milione di clienti in tutto il Paese, erogando anche servizi di leasing e assicurazione. Nel luglio 2007 ha acquisito la società di leasing B.O.F.[62]
- CIB Bank - Ungheria: risultato della fusione di CIB (Comit, poi Intesa) e Inter-Európa Bank (Sanpaolo), è la settima banca ungherese con 455.000 clienti tra aziende e privati e una rete di 61 filiali in tutto il Paese.[4]
- PBZ - Privredna Banka Zagreb - Croazia: privatizzata nel 1999 e acquisita da Comit l'anno successivo, è la seconda banca croata sul mercato, offrendo prodotti e servizi a più di 1,9 milioni di clienti attraverso una rete di 232 filiali.[4]
- Alexbank - Egitto: fondata dal governo egiziano nel 1957 e acquisita all’80% dal Gruppo Intesa Sanpaolo nel 2006, è la sesta banca del Paese con 173 filiali e più di 1,7 milioni di clienti.[4]

## Struttura societaria

### Capitale sociale
Al 15 dicembre 2023 il capitale sociale sottoscritto e versato è pari a 10.368.870.930,08 euro, suddiviso in 18.282.798.989 azioni ordinarie prive del valore nominale.

### Azionariato
Alla data del 14 dicembre 2023 l'azionariato di Intesa Sanpaolo risulta così composto (titolari di quote superiori al 3%):
| Azionista              | Azioni ordinarie | % di possesso |
| ---------------------- | ---------------- | ------------- |
| Compagnia di San Paolo | 1 188 947 304    | 6,503%        |
| BlackRock              | 972 416 733      | 5,258%        |
| Fondazione Cariplo     | 961 333 900      | 5,005%        |
| Mercato                | 16 838 521 956   | 88,239%       |

## Governance

### Modello di governance
Il modello di governance di Intesa Sanpaolo si basa su un sistema monistico, caratterizzato dalla presenza di un consiglio di amministrazione a cui sono demandate supervisione strategica e attività di vigilanza, quest'ultima svolta dal Comitato per il controllo sulla gestione.
La banca ha adottato questo modello nell'aprile del 2016 al posto del precedente sistema dualistico di amministrazione e controllo, nel quale sono separate le funzioni di controllo e di indirizzo strategico, esercitate dal consiglio di Sorveglianza, e quelle di gestione dell'impresa sociale, esercitate dal consiglio di Gestione.

### Consiglio di amministrazione
Componenti del consiglio di amministrazione per gli esercizi 2022 - 2023 - 2024.
| Carica                                                                 | Nome                        |
| ---------------------------------------------------------------------- | --------------------------- |
| Presidente                                                             | Gian Maria Gros-Pietro      |
| Vice Presidente (indipendente)                                         | Paolo Andrea Colombo        |
| Consigliere Delegato e CEO                                             | Carlo Messina               |
| Consigliere                                                            | Franco Ceruti               |
| Consigliere (indipendente)                                             | Paola Tagliavini            |
| Consigliere (indipendente)                                             | Liana Logiurato             |
| Consigliere                                                            | Luciano Nebbia              |
| Consigliere                                                            | Bruno Picca                 |
| Consigliere (indipendente)                                             | Livia Pomodoro              |
| Consigliere (indipendente)                                             | Maria Alessandra Stefanelli |
| Consigliere (indipendente)                                             | Bruno Maria Parigi          |
| Consigliere (indipendente)                                             | Daniele Zamboni             |
| Consigliere (indipendente)                                             | Maria Mazzarella            |
| Consigliere (indipendente)                                             | Anna Gatti                  |
| Consigliere (indipendente)                                             | Fabrizio Mosca              |
| Consigliere (indipendente)                                             | Milena Teresa Motta         |
| Consigliere (indipendente)                                             | Maria Cristina Zoppo        |
| Presidente del Comitato per il Controllo sulla Gestione (indipendente) | Alberto Maria Pisani        |
| Consigliere (indipendente)                                             | Roberto Franchini           |

## Dati finanziari
Quella che segue è la tabella di comparazione dei dati finanziari consolidati del Gruppo Intesa Sanpaolo negli ultimi anni:
| Anno | Proventi operativi netti (in milioni di €) | Utile di esercizio (in milioni di €) | Totale dell'attivo (in milioni di €) | Patrimonio netto (in milioni di €) | Dipendenti |
| ---- | ------------------------------------------ | ------------------------------------ | ------------------------------------ | ---------------------------------- | ---------- |
| 2022 | 21 470                                     | 4 354                                | 975 683                              | 61 655                             | 95 574     |
| 2021 | 20 786                                     | 4 185                                | 1 069 003                            | 63 775                             | 97 698     |
| 2020 | 19 023                                     | 3 277                                | 1 002 614                            | 65 871                             | 105 615    |
| 2019 | 18 083                                     | 4 182                                | 816 102                              | 55 968                             | 89 102     |
| 2018 | 17 875                                     | 4 050                                | 787 721                              | 54 024                             | 92 117     |
| 2017 | 17 443                                     | 7 316                                | 796 861                              | 56 205                             | 96 892     |
| 2016 | 16 929                                     | 3 111                                | 725 100                              | 48 911                             | 89 126     |
| 2015 | 17 149                                     | 2 739                                | 676 496                              | 47 776                             | 90 807     |
| 2014 | 16 898                                     | 1 251                                | 646 427                              | 44 683                             | 89 486     |
| 2013 | 16 295                                     | -4 550                               | 626 283                              | 44 515                             | 93 845     |
| 2012 | 17 881                                     | 1 605                                | 673 472                              | 49 613                             | 96 170     |
| 2011 | 16 785                                     | -8 190                               | 639 221                              | 47 040                             | 100 118    |
| 2010 | 16 625                                     | 2 705                                | 658 757                              | 53 533                             | 102 501    |
| 2009 | 17 480                                     | 2 805                                | 624 844                              | 52 681                             | 103 718    |
| 2008 | 18 157                                     | 2 533                                | 636 133                              | 48 954                             | 108 310    |
| 2007 | 18 008                                     | 7 250                                | 572 902                              | 51 558                             | 96 198     |

## Finanziamenti e sponsorizzazioni

### Nel mondo dello sport
Diventata nel 2021 partner ufficiale dell’NBA Italia, dal 2013 Intesa Sanpaolo è al fianco dell’Olimpia Milano, società di pallacanestro italiana che disputa il campionato di serie A.
Il Gruppo è stato, inoltre, main sponsor ufficiale del CONI per il triennio olimpico 2012-2014, finanziando altre manifestazioni, tra cui le Nitto ATP Finals 2022 e il Concorso Ippico Internazionale di Piazza di Siena.

### Nel cinema
Intesa Sanpaolo ha contribuito alla produzione del cortometraggio Baggage del premio Oscar Danis Tanović e dal 2008 ha sponsorizzato il Torino Film Festival. La sua controllata Mediocredito Italiano ha, inoltre, dedicato al supporto delle aziende cinematografiche un Desk specialistico (Media & Cultura), finalizzato all’erogazione di finanziamenti a sostegno della produzione e della distribuzione di opere cinematografiche e televisive.
Nel 2010 Intesa Sanpaolo ha investito direttamente nella produzione di singole opere, partecipando alla produzione del film This Must Be the Place di Paolo Sorrentino, per poi contribuire nel 2011 alla produzione de “Il villaggio di cartone” di Ermanno Olmi, “Il paese delle spose infelici”, opera prima di Pippo Mezzapesa, “Reality” di Matteo Garrone e “Immaturi - Il viaggio” di Paolo Genovese. Al 2022, il Gruppo ha contribuito complessivamente alla produzione di 694 opere, di cui 329 film, 225 serie TV e 150 spot pubblicitari.

### Nell'arte
Il patrimonio d'arte di Intesa Sanpaolo è organizzato in poli museali e culturali denominati “Gallerie d'Italia”, che a Vicenza ospitano le icone russe e la pittura veneta del Settecento; a Napoli il Martirio di sant’Orsola di Caravaggio; a Milano le opere dell’Ottocento e del Novecento; e a Torino uno spazio dedicato principalmente alla fotografia, con una selezione di opere del barocco piemontese.

### Clima e ambiente
Da alcuni anni i principali gruppi bancari, inclusa Intesa Sanpaolo, sono al centro di campagne da parte di associazioni e movimenti ambientalisti italiani e internazionali, che chiedono di adottare dei provvedimenti ambiziosi per fermare il flusso di denaro verso il settore dei combustibili fossili e le aziende che di questo settore fanno parte.
Intesa Sanpaolo, secondo l’edizione 2021 di “Banking on Climate Chaos”, ha stanziato - fra il 2016 e il 2020 - 13,7 miliardi di dollari all’industria fossile, la maggioranza dei quali a società legate al comparto Oil&Gas, come l'italiana Eni o l’americana ExxonMobil.
Alcuni degli investimenti concessi hanno riguardato progetti considerati potenzialmente problematici in virtù del loro impatto climatico e ambientale, come, ad esempio, quelli di Eni ed Equinor nel Mare di Barents, all’interno del Circolo polare artico, e quelli di Novatek e Total nella Penisola di Gyda, nell'Artico russo.
Nel 2021 Intesa Sanpaolo ha rivisto drasticamente la propria politica creditizia, introducendo regole specifiche e più stringenti per i settori di carbone e Oil&Gas, dando rilievo ai piani di transizione delle aziende verso un’economia più sostenibile e rendendo disponibili finanziamenti finalizzati alla produzione di energia da fonti rinnovabili.

## Galleria d'immagini

Interni ed esterni del palazzo delle Colonne a Milano (ultima sede della CARIPLO)
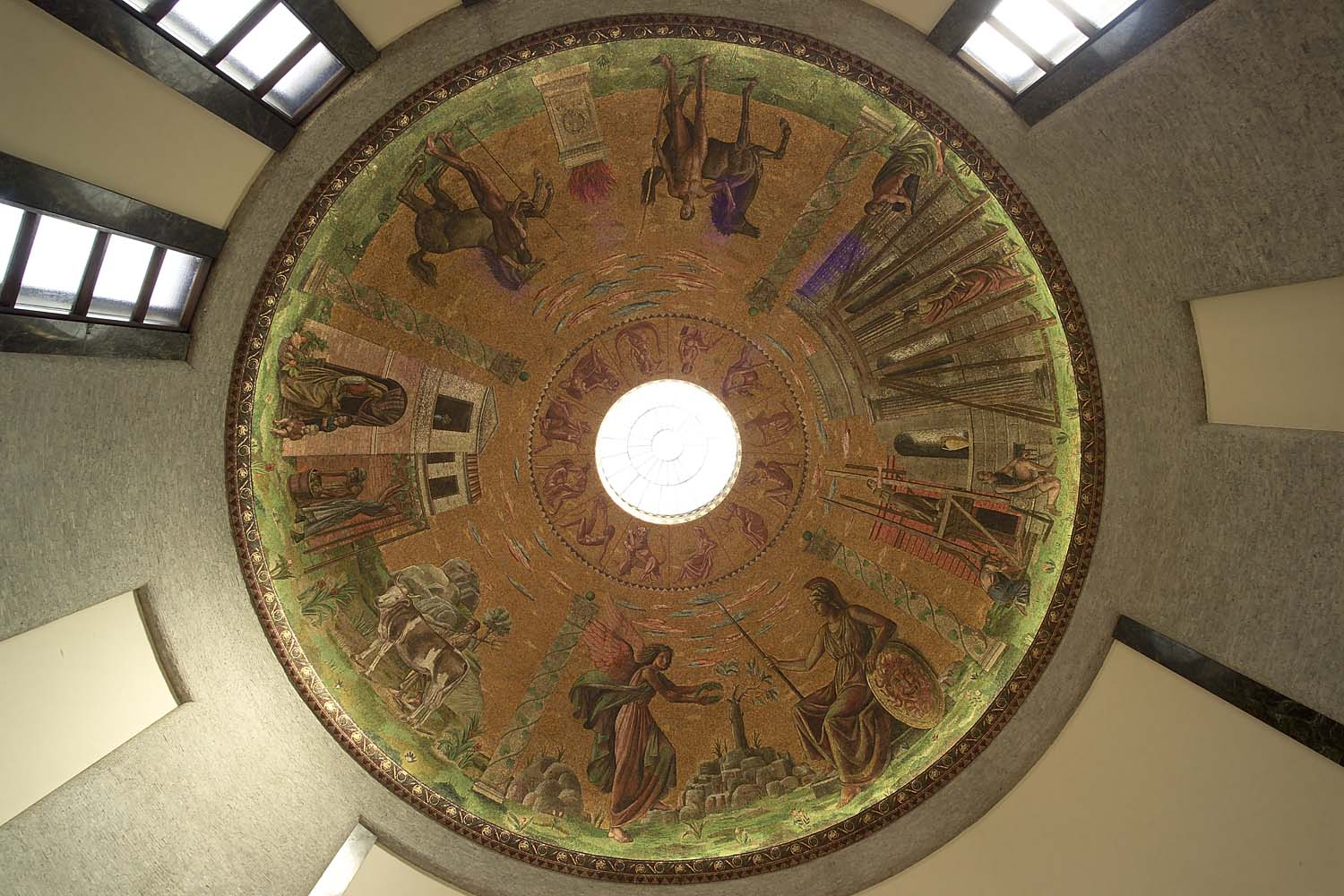
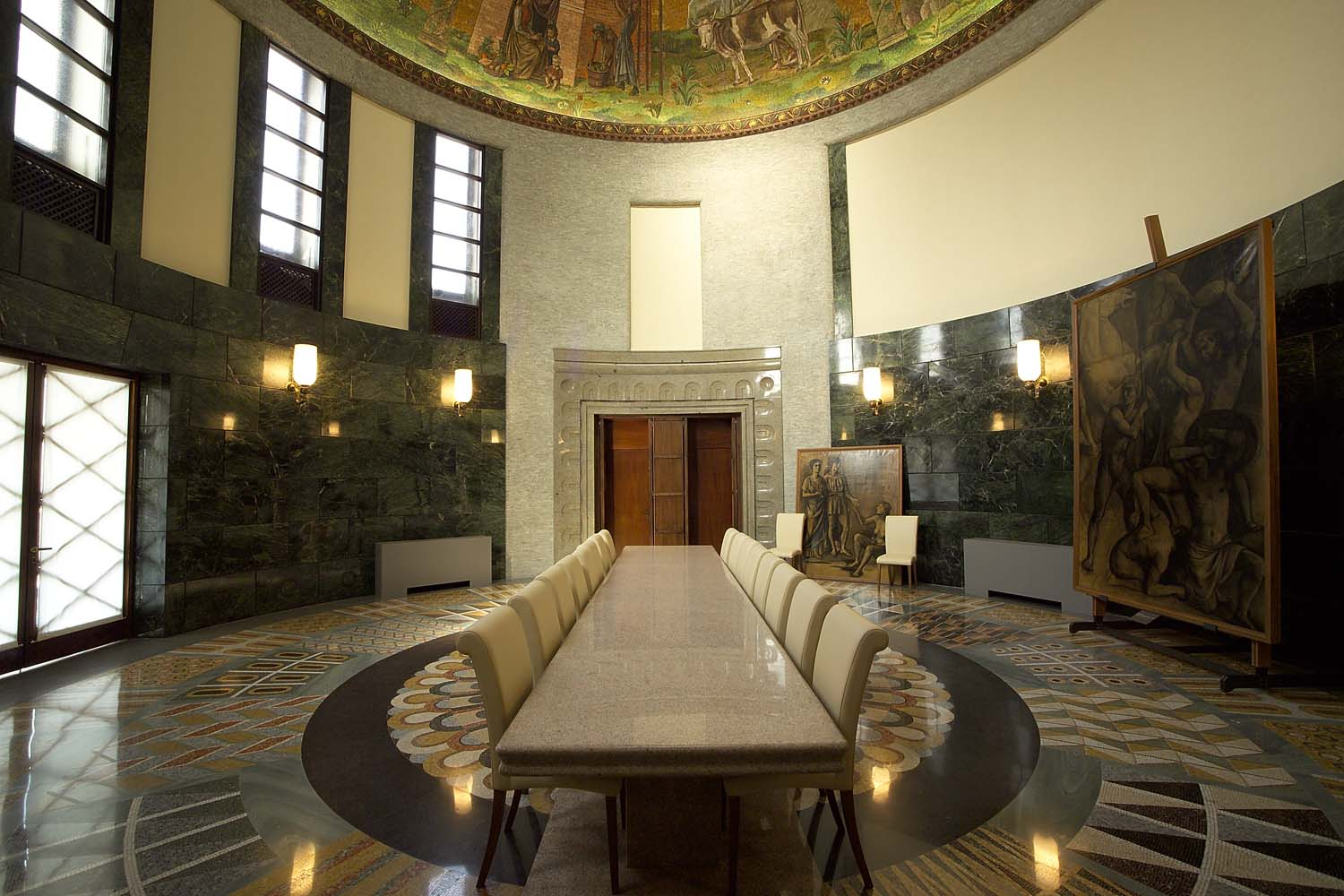
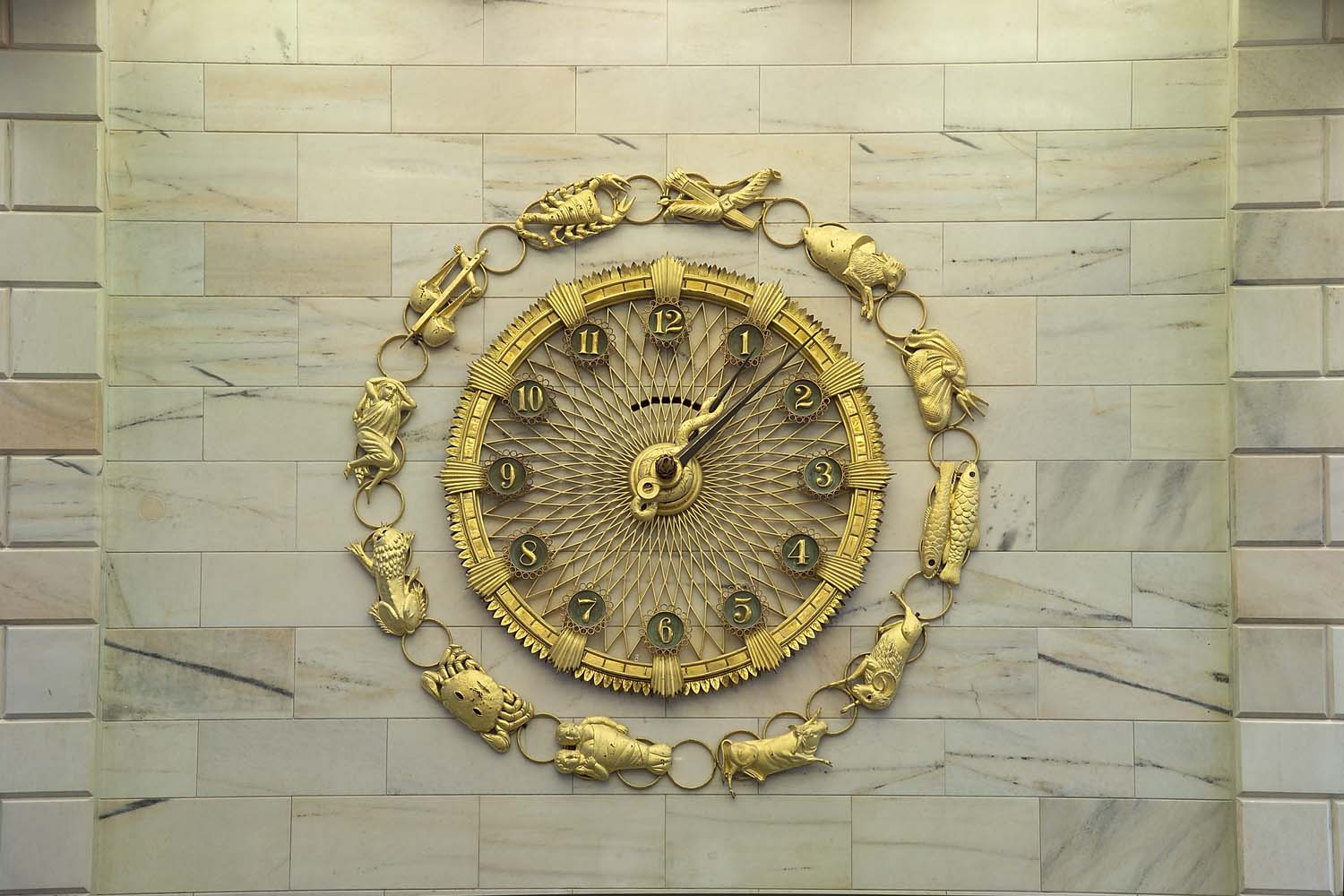
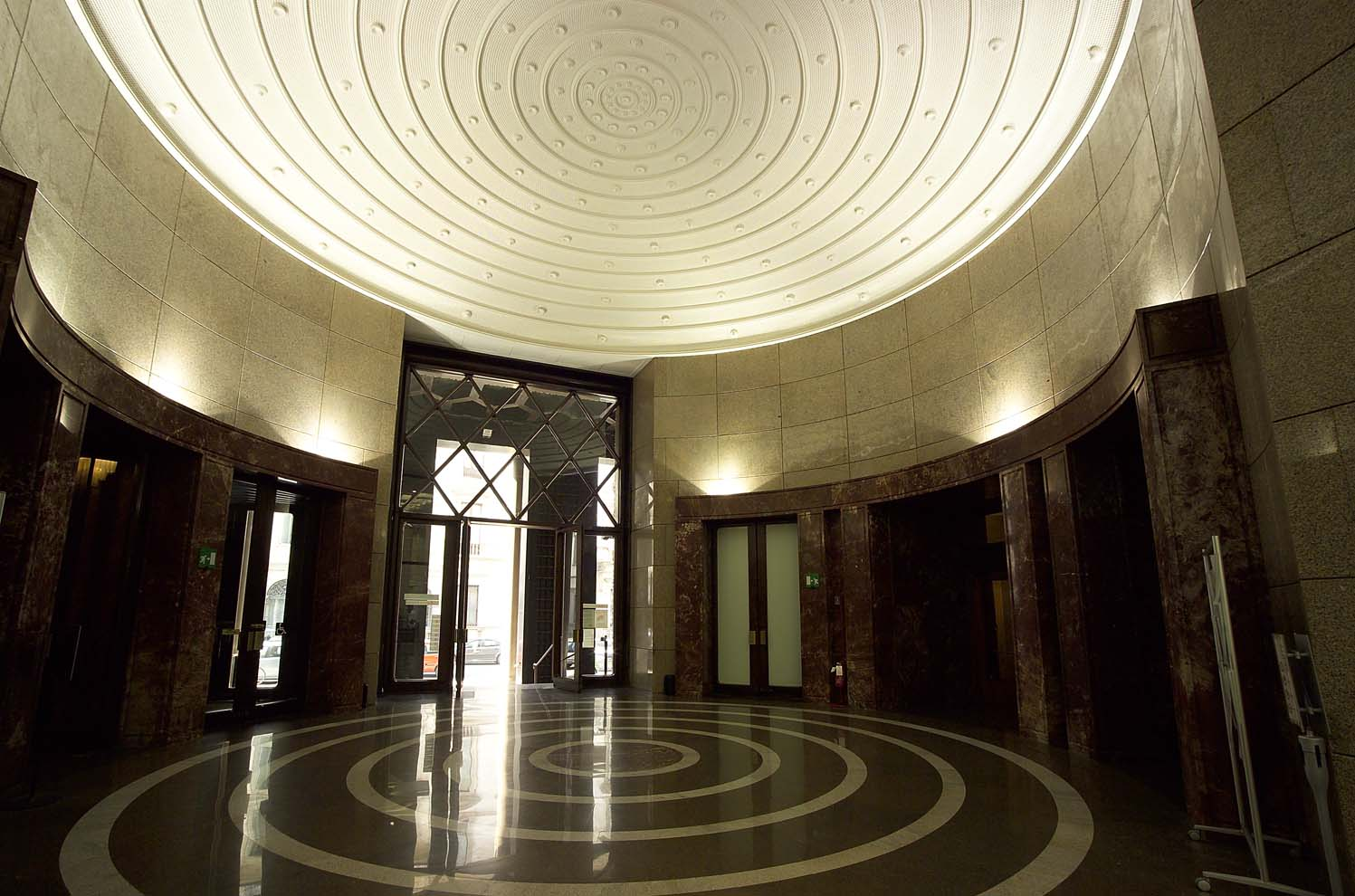
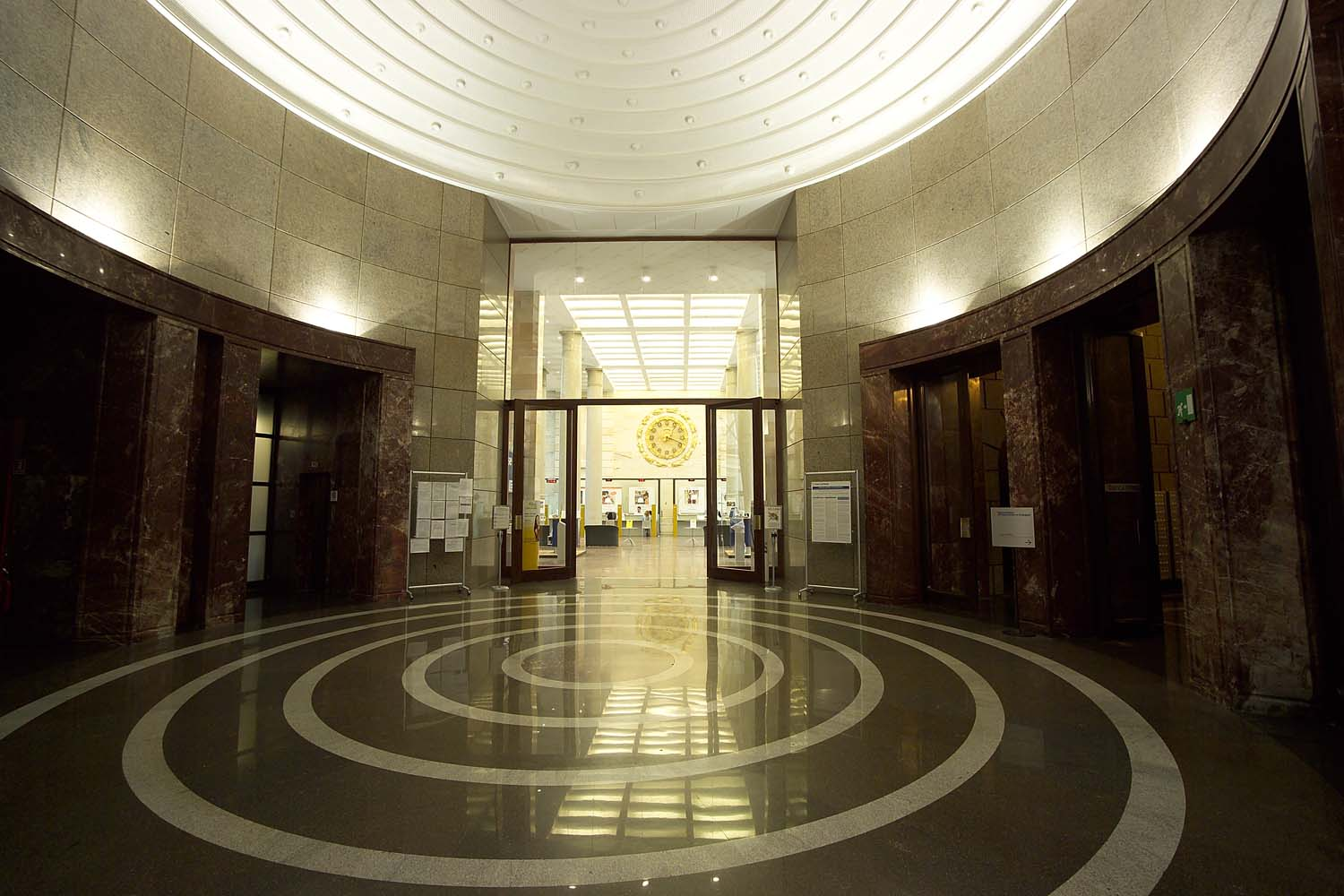
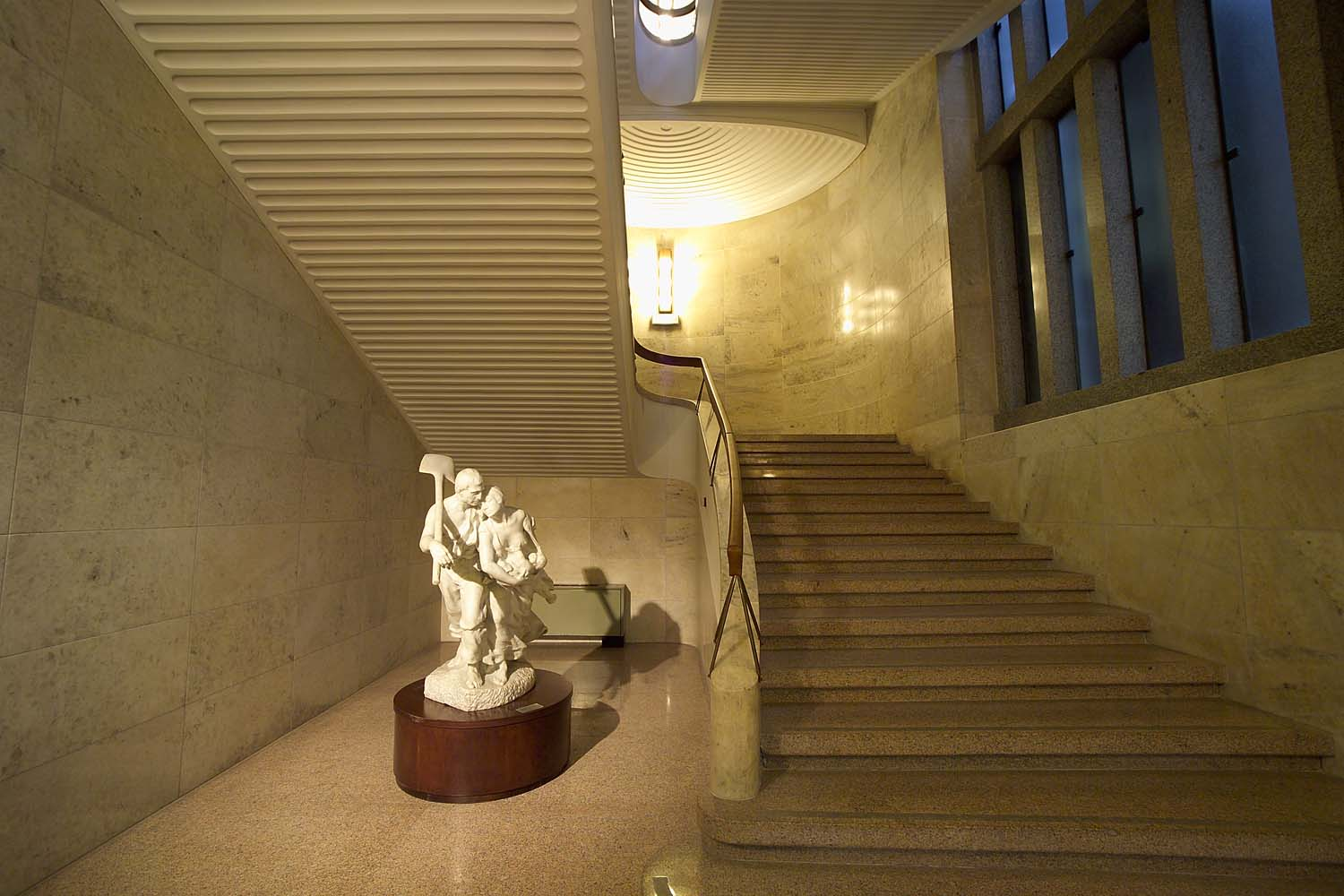
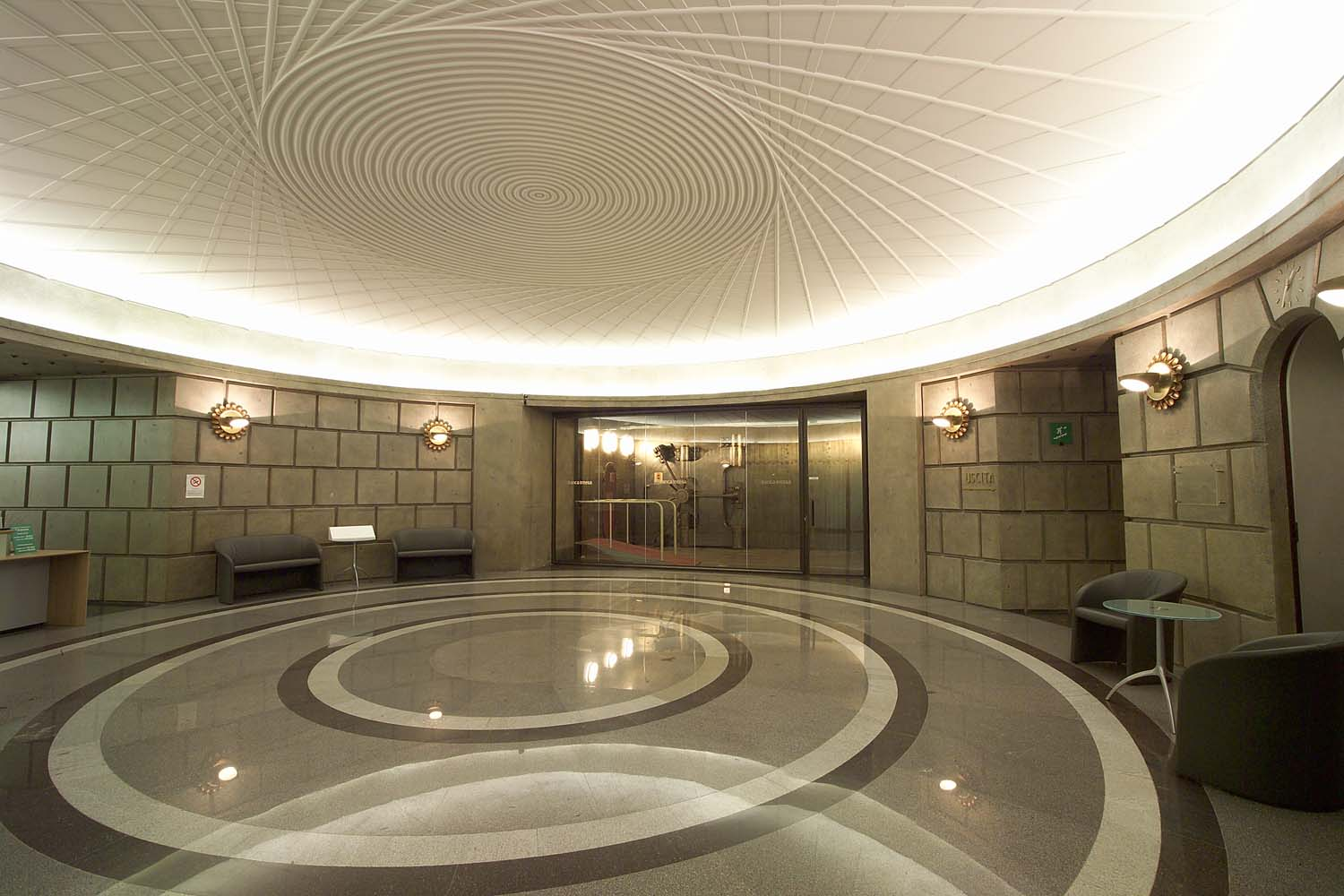
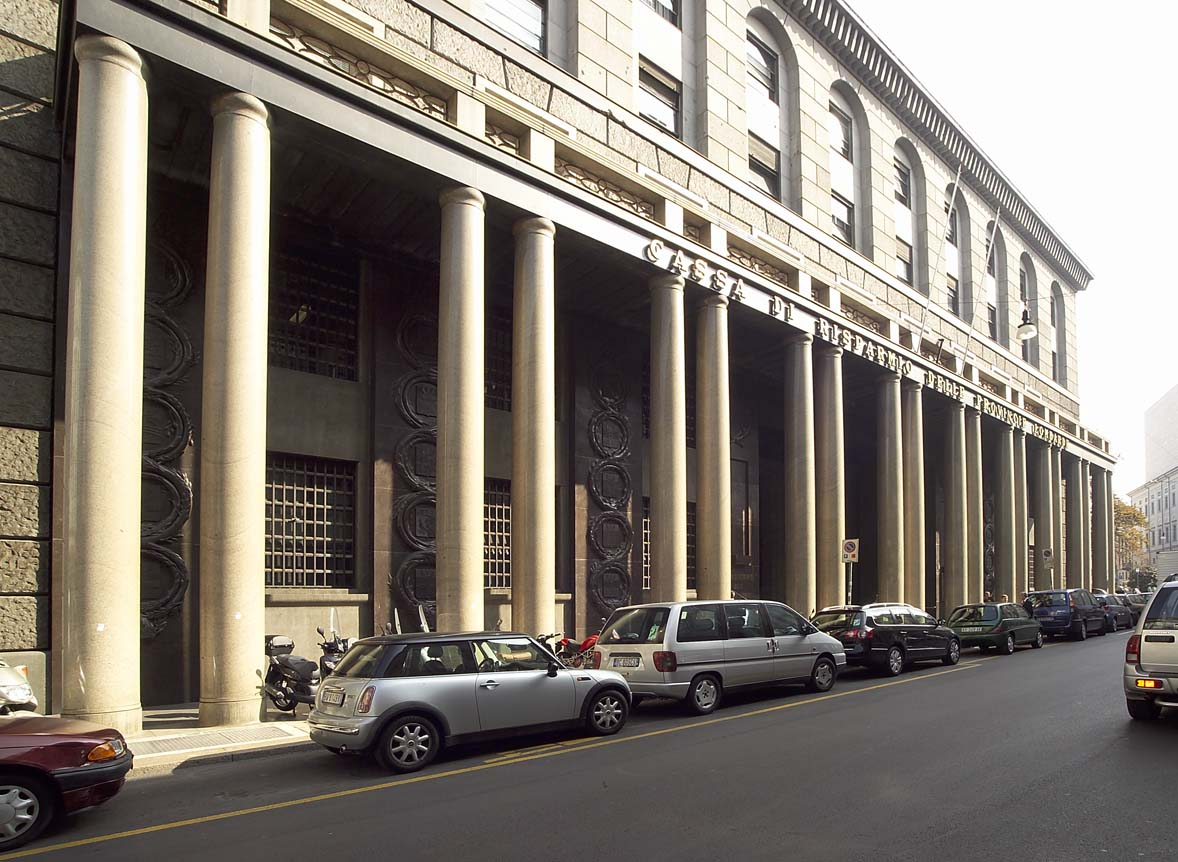
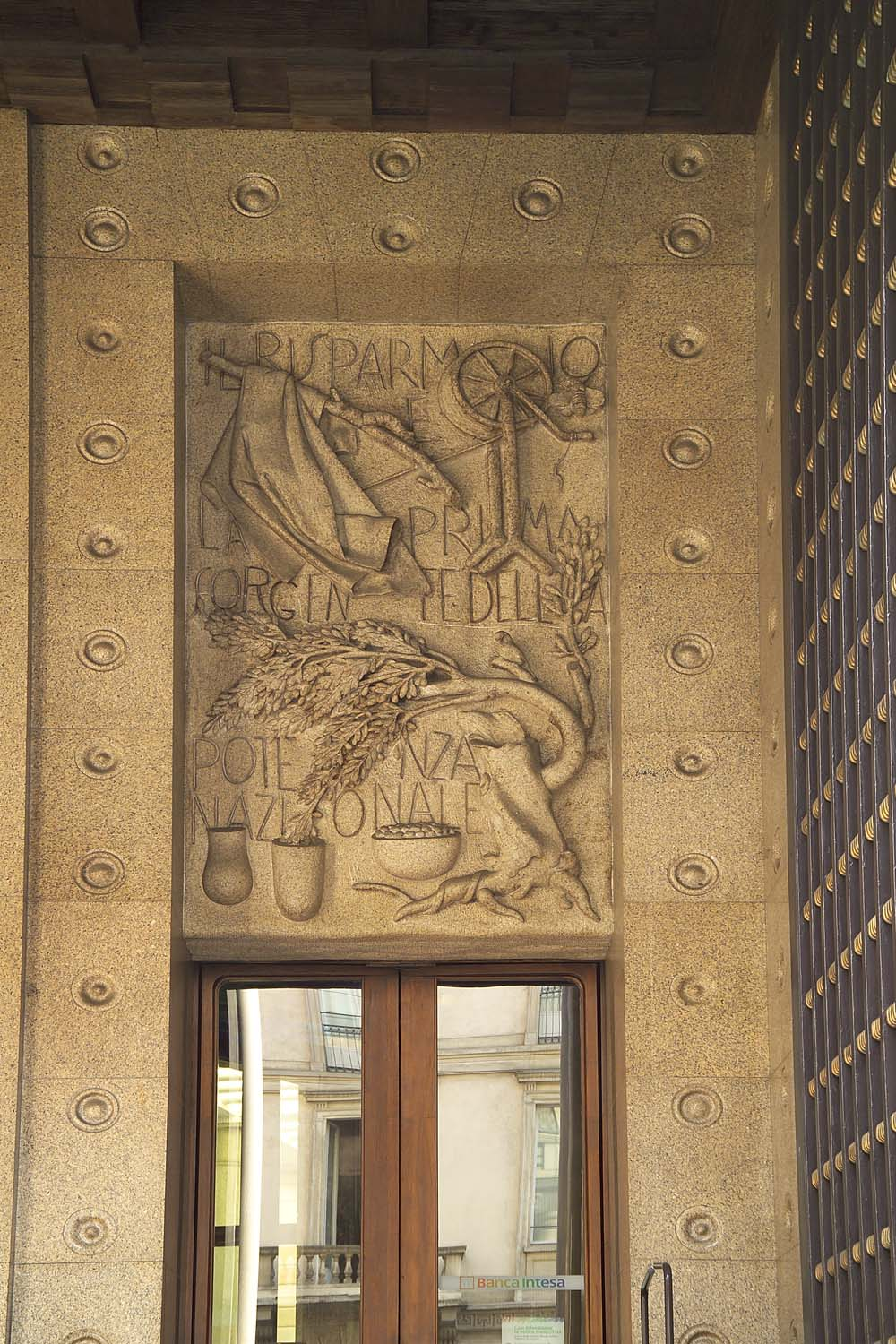
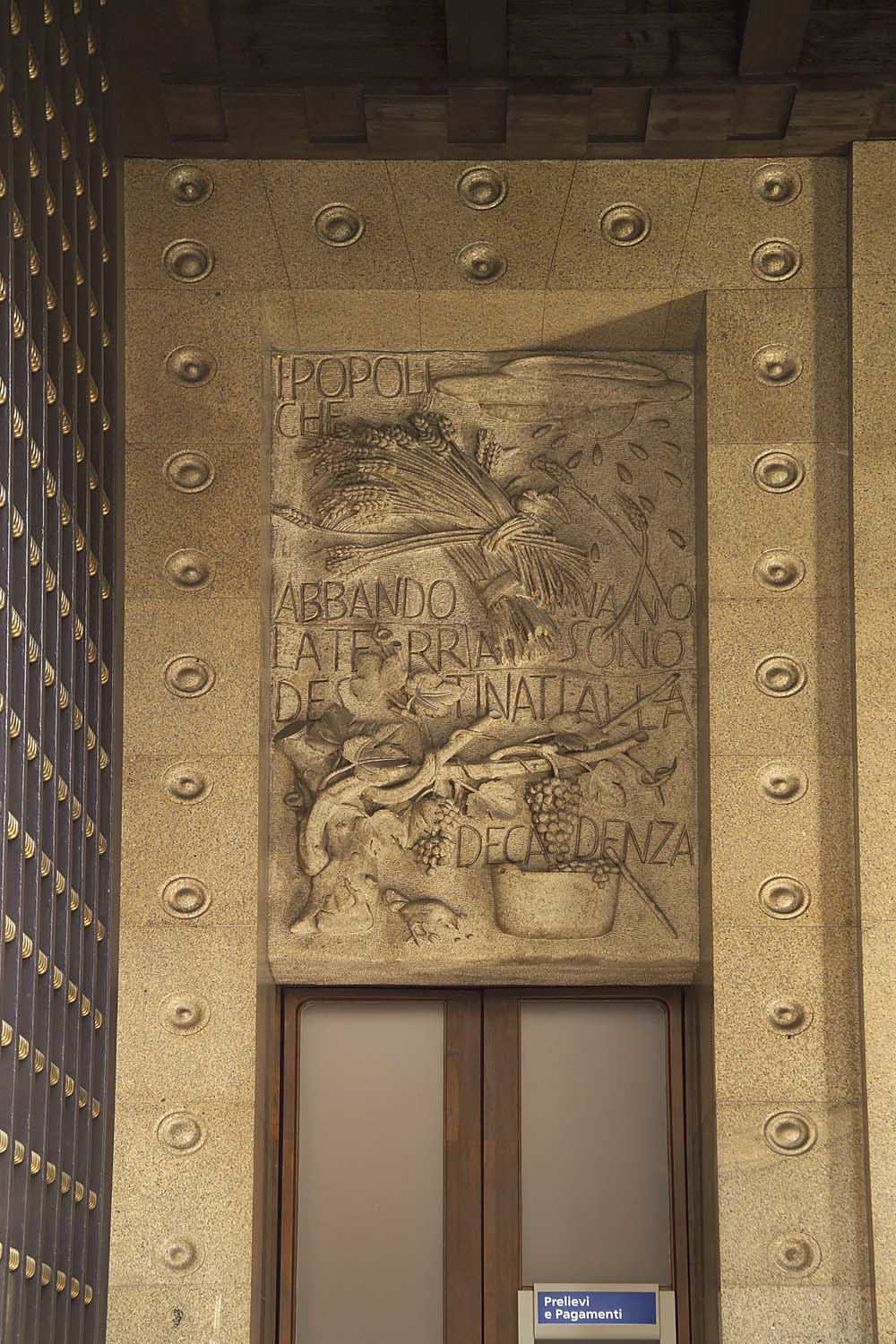